# Sotsji

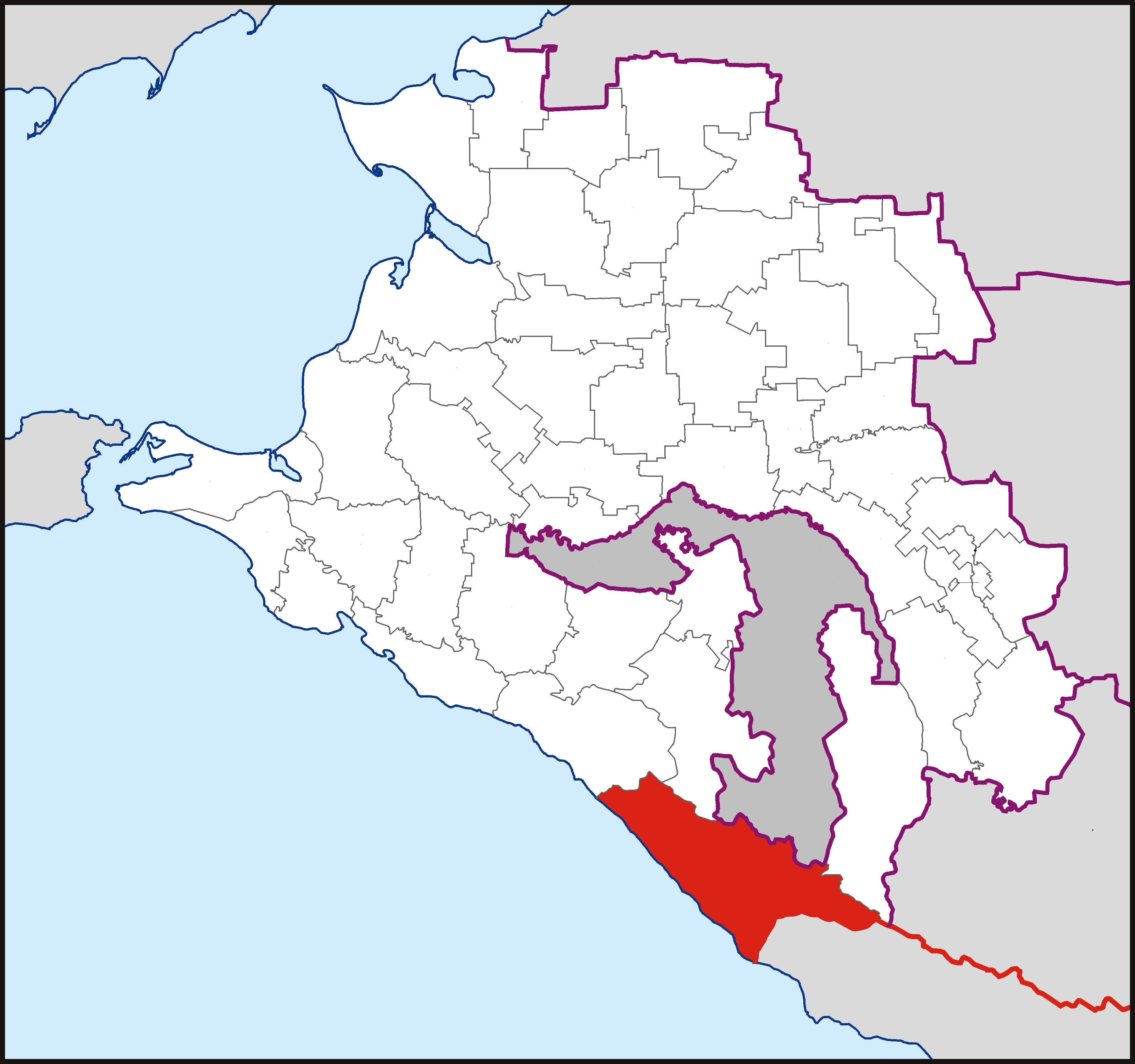
Sotsji vormt tevens een stadsdistrict

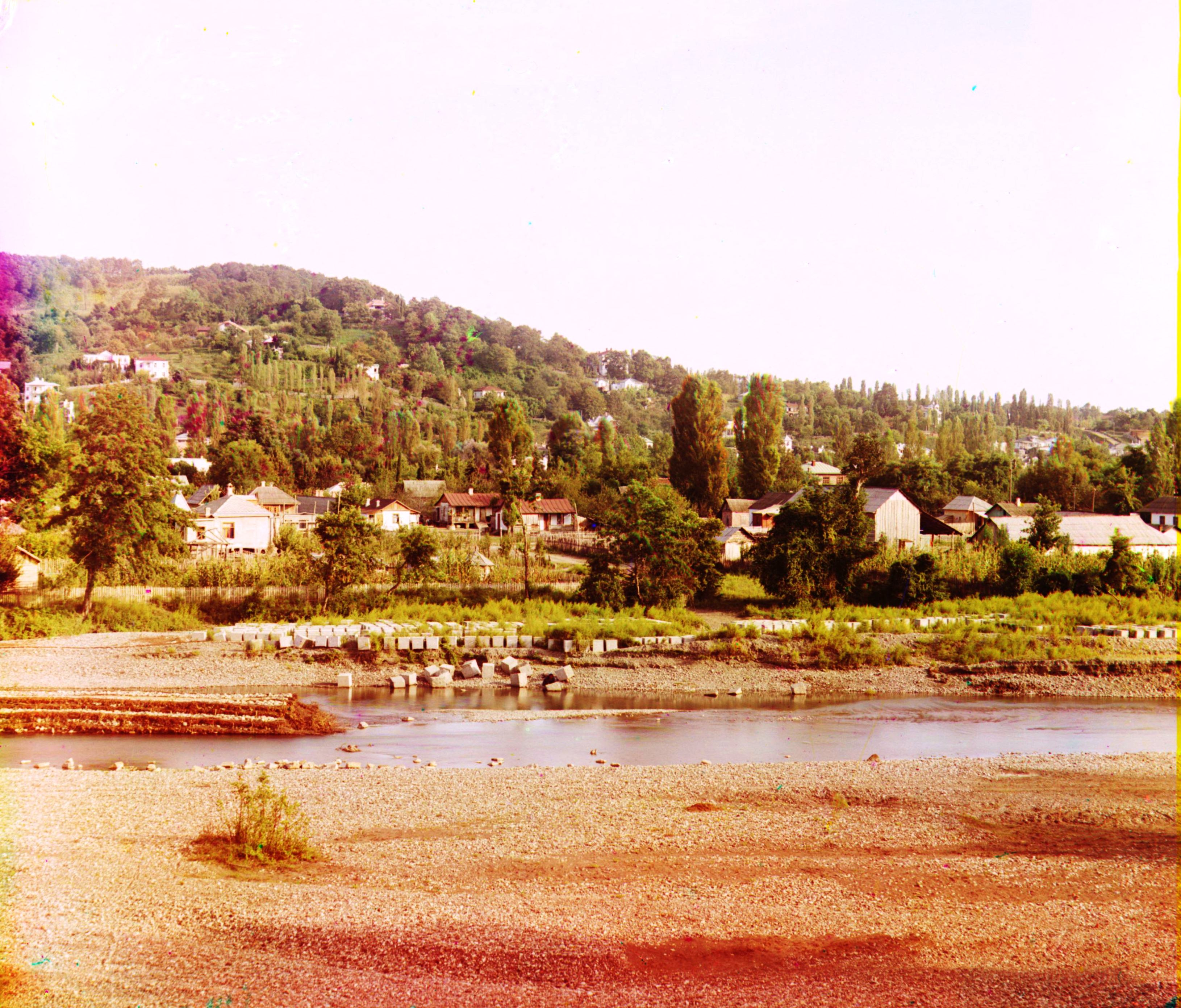
Zicht over de Sotsjirivier op Sotsji (Prokoedin-Gorski: tussen 1905 en 1915)

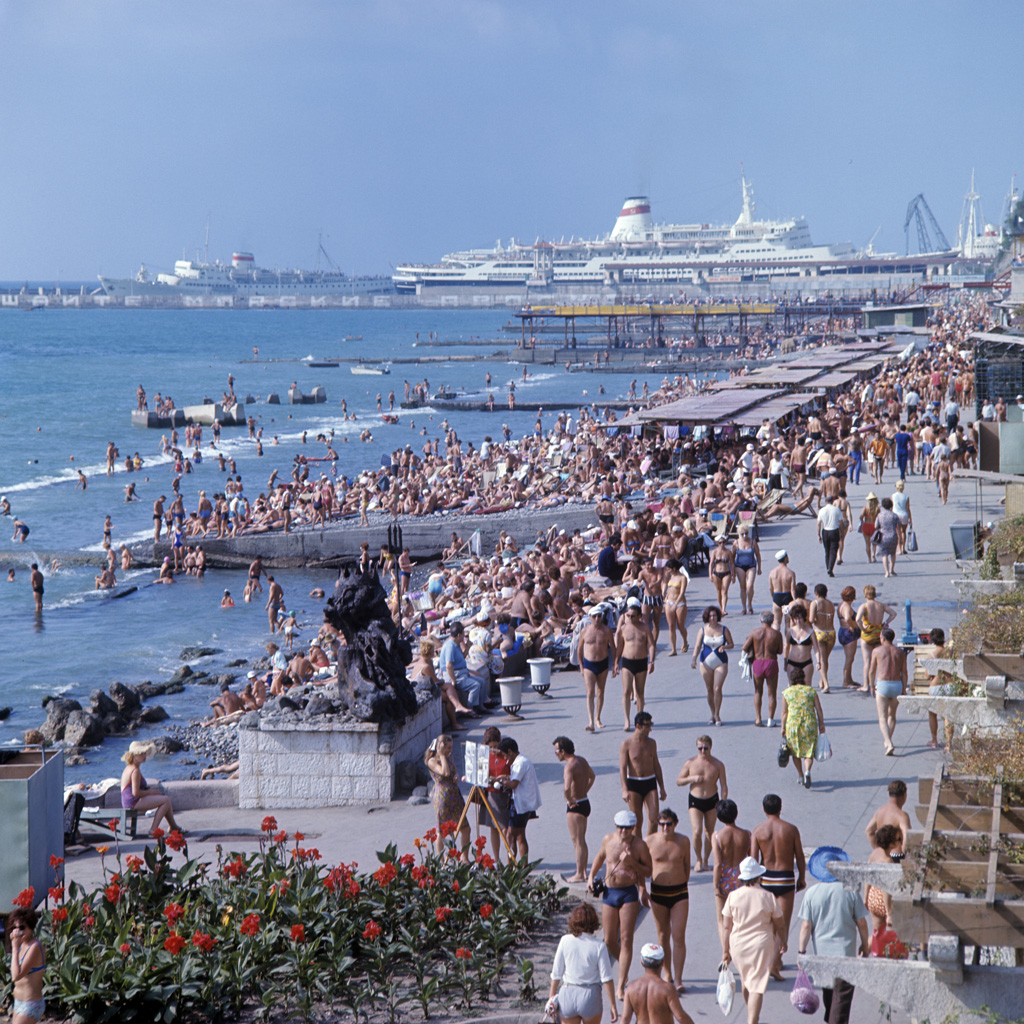
Promenade van Sotsji (1972)

Sotsji (Russisch: Со́чи – de о wordt lang uitgesproken: IPA: [ˈsot͡ɕɪ]) is een Russische stad in het zuiden van de kraj Krasnodar iets ten noorden van de grens met de Georgische regio Abchazië aan de Zwarte Zee in de Noordelijke Kaukasus. 
Het is de belangrijkste Russische badplaats en wordt ook wel de "Russische rivièra" genoemd. De agglomeratie Groot-Sotsji omspant een lengte van 147 kilometer en wordt ook wel de 'op een na langste stad ter wereld' genoemd, al bestaat Groot-Sotsji uit meerdere plaatsen. De agglomeratie loopt van de rivier de Sjepsi tot de rivier de Psou, die tevens de grens is met Abchazië.
Het Internationaal Olympisch Comité wees in juli 2007 de Olympische Winterspelen van 2014 toe aan Sotsji.

## Geschiedenis

### Voorgeschiedenis
De plaats waar nu Sotsji ligt werd al duizenden jaren daarvoor bewoond door verschillende volkeren. Dit valt te zien aan de vele ruïnes, grafmonumenten, koerganen, hunebedden en grotten die er zijn gevonden. Aangenomen wordt dat de eerste mensachtigen (neanderthalers) in het gebied kwamen tussen 400.000 en 350.000 jaar geleden. Ook zijn er aanwijzingen gevonden dat er later vroege moderne mensen moeten hebben geleefd. Tussen de 6e en 1e eeuw v.Chr. leefden er ook in dit gebied de stammen Achejev, Geniochov en Zigov.
De oorsprong van de naam 'sotsji' komt van de Byzantijnse historicus Procopius van Cesarea, die in de 4e eeuw een Cirkassische stam beschreef genaamd 'Sanini' of 'satsjami' (Latijn: sachi), die later onderdeel werd van de Oeboechi. Satsjami werd langzamerhand veranderd naar 'soatsje' (sotsji). De Sotsjirivier is ook naar hen vernoemd.
Van de 6e tot de 10e eeuw was het gebied eigendom van de koningen van Abchazië. Deze bouwden er een aantal kerken in plaatsen binnen de agglomeratie zoals Adler en Loo. In Loo zijn nog steeds ruïnes te vinden van een basiliek uit de 11e eeuw. In het gebied woonden toen stammen uit de linguïstische groep van de Abchazisch-Adygese talen. In de 15e eeuw werd het veroverd door het Ottomaanse Rijk.
In het begin van de 19e eeuw woonden er vooral Adygeeërs (Zwarte Zee Sjapsoegi), Oebychen en Abazijnen (Sadzy-dzjigety). Nadat het Ottomaanse Rijk tussen 1828-1829 een aantal malen werd verslagen door het Russische Rijk tijdens de Russisch-Turkse Oorlog, werd het gebied vanaf de rivier de Koeban tot aan het fort Nikolaj (ten zuiden van Poti in Abchazië) onderdeel van het Russische Rijk bij het Verdrag van Adrianopel (1829).

### Stichting, eerste decennia en naamswijzigingen
De Russen bouwden in de jaren 30 van de 19e eeuw de Zwarte Zeekustlinie, een aantal forten langs de Zwarte Zee om het gebied te kunnen verdedigen tegen buitenlandse hulp (Britten en Turken) aan de inheemse bergbevolkingen in de Kaukasus, die 'heilige' oorlogen voerden tegen de Russen, zoals Fort Lazarev, Fort Golovinski en Fort Adler. Sotsji werd gesticht in 1838 als Fort Alexandrië (форт Александрии), om in 1839 al te worden hernoemd tot Navaginskoje Oekreplenië (Навагинское укрепление; Navaginskoje versterking). Het fort werd regelmatig aangevallen door de verschillende Cirkassische stammen, zoals de Abazijnen, Adygeeërs en Oebychen die zich uiteindelijk verenigden en de Russische forten in de Kaukasus regelmatig aanvielen. Tijdens de Krimoorlog werd de plaats daarom ontruimd en vernietigd, om in 1864 opnieuw te worden gesticht als Post Dachovski (Пост Даховский; voorpost Dachovski), waarbij de Oebychen zich overgaven en door de Russen uit hun leefgebieden werden verdreven met de andere stammen (Adygeeërs en Abazijnen). Ruim 600.000 van hen werden naar het Ottomaanse Rijk verbannen tijdens de etnische zuivering van de Tjerkessen, in ruimer verband de  Circassische genocide.
De stad was populair bij migranten. Verhalen over de mogelijkheden van het 'subtropische klimaat' zorgden voor een grote toestroom van nieuwe bewoners zoals kozakken, Oekraïners, Georgiërs, Armeniërs, Grieken, Esten, Duitsers, Moldaviërs, Tsjechen en Polen. Aan het einde van de jaren 60 van de 19e eeuw kwamen ook de Abazijnen, Adygeeërs en de Chakoechi terug, die zich na de deportaties hadden verscholen in de bergen, en hervestigden zich in de plaats.
De plaats werd in 1874 opnieuw hernoemd tot Dachovski Posad (Даховский Посад; nederzetting Dachovski). In 1896 kreeg de plaats ten slotte haar huidige naam Sotsji, naar de Oeboechi-'soatsji'-stam, die vandaar was verdreven in 1864.
Vanaf 1864 begonnen Russische wetenschappers onderzoek te doen naar de genezende factoren van de Zwarte Zee. In 1898 kwamen ze met een positief rapport over de mogelijkheden van de vestiging van balneologische en klimatologische gezondheidsinstituten. In het begin van de 20e eeuw ontstonden de eerste kuuroorden in Sotsji en zijn omgeving, waaronder het bekende balneologisch instituut Matsesta (1902). Ook werden er in die tijd de eerste datsja's, hotels, ziekenhuizen en sanatoria gebouwd waaromheen grote parken en tuinen werden aangelegd. In die tijd kwam ook de hoofdweg van Novorossiejsk naar Soechoemi gereed, waardoor het gebied beter werd ontsloten. Door deze weg en de positieve resultaten die de wetenschappers brachten in Moskou kwam een verdere instroom van kapitaal op gang voor de bouw van nog meer gezondheidsoorden. Het gebied was toen al sterk in trek bij de rijken van Rusland. Veel prinsen, industrie magnaten en andere vooraanstaande personen bezaten er huizen. De Zwarte Zeekust trok hoe langer hoe meer migranten. In 1896 werd de gouvernement Zwarte Zee daarop geformeerd (toen de kleinste provincie van het Russische Rijk). Deze provincie had haar inwoners voornamelijk geconcentreerd in een klein aantal plaatsen en was verder zeer dunbevolkt.
Van 28 december 1905 tot 5 januari 1906 vonden in Sotsji opstanden plaats tegen het tsaristische regime van Nicolaas II.

### Sotsji als stad
In 1917 kreeg Sotsji de stadsstatus. In de Russische Burgeroorlog waren Sotsji en de omliggende regio het onderwerp van het Sotsjiconflict tussen de witten, het Rode Leger en de Democratische Republiek Georgië, als gevolg waarvan de huidige grenzen werden vastgelegd tussen Rusland en Georgië. Na deze oorlog ontstonden de eerste Sovjetsanatoria, met namen als "Kaukasische riviera", "Moskou" en "Rood Moskou". In 1921 trokken deze sanatoria 4500 mensen. In de jaren daarop werden vele gezondheidsinstituten genationaliseerd door de sovjets.
In de Sovjettijd ontwikkelde Sotsji zich tot een belangrijke badplaats voor hogere functionarissen van de communistische partij, nadat Stalin er in 1931 een van zijn datsja's had laten bouwen. In 1934 werd Sotsji sterk geherstructureerd, nadat het eerste stadsplan was opgesteld. Er werden 19 nieuwe sanatoria gebouwd tussen 1934 en 1939 en het kuuroord Matsesta onderging een grootschalige vernieuwing, met een budget van 400 miljoen Roebel. In 1940 werden er 100.000 toeristen in het jaar gerapporteerd.
In 1937 werd Sotsji onderdeel van kraj Krasnodar. Van juli 1942 tot oktober 1943 woedde de Grote Vaderlandse Oorlog in de Kaukasus en waren in Sotsji grote legereenheden geplaatst. De stad werd zelf niet veroverd door de Duitsers, maar raakte wel beschadigd. In de oorlogsjaren werden meer dan 300.000 mensen in de stad verpleegd. In februari 1945 werd begonnen met de wederopbouw van Sotsji. De stad werd sindsdien verder uitgebreid met hotels, resorts en andere gebouwen.
De geneeskrachtige bronnen en het milde klimaat maakten Sotsji erg populair onder de Russische bevolking. De communistische overheid betaalde het onderhoud van alle gebouwen en investeerde in nieuwe complexen en ministeries, vakbonden en staatsondernemingen betaalden 70% van de vakantiekosten. Hierdoor kwam de bevolking massaal naar Sotsji en andere kuuroorden, zoals het Issyk Koelmeer. Sotsji trok op haar hoogtepunt 2 miljoen bezoekers per jaar, aan het einde van de jaren 80 zelfs 5 miljoen. De gezondheidsinstituten waren het gehele jaar volgeboekt en het kwam daardoor regelmatig voor dat 'niet-georganiseerde' reizigers kamers moesten huren bij bewoners van de stad. Het management van de plaats werd in de Sovjettijd gekenmerkt door artsen, verpleegsters en ex-sportmensen.
Het uiteenvallen van de Sovjet-Unie was een ramp voor Sotsji. Na 1990 nam het aantal bezoekers af tot ongeveer 300.000 in het jaar in het midden van de jaren 90. Veel gebouwen vervielen en wisselden van eigenaar, doordat de ondernemers vanaf toen zelf het onderhoud moesten gaan betalen en vermogensbelasting moesten gaan betalen over hun eigendommen. In 2000 bedroeg het jaarlijkse aantal bezoekers echter alweer 1,46 miljoen.
Sotsji werd na de val van de Sovjet-Unie ook populair als buitenverblijf voor oligarchen uit onder andere Moskou. Vladimir Poetin heeft hier zijn belangrijkste buitenverblijf.

## Bezienswaardigheden en omgeving
Het klimaat in de plaats is gematigd subtropisch met korte zachte winters en lange zomers. De gemiddelde jaarlijkse temperatuur bedraagt 14 °C. De genezende mineraalbronnen en strand- en zwemmogelijkheden zorgen voor circa 4 miljoen bezoekers per jaar. Andere gezichtsbepalende elementen zijn de toppen van het Kaukasusgebergte die vanuit de stad te zien zijn, de subtropische vegetatie, de vele parken en monumenten van de stad en de extravagante stalinistische architectuur.
Bij de plaats Dagomys liggen de noordelijkste theeplantages van Europa.
Sotsji is bekend om zijn sportfaciliteiten. De tennisschool van Sotsji heeft bekendheden als Maria Sjarapova en Jevgeni Kafelnikov voortgebracht. In 2005 kondigde de Russische voetbalbond plannen aan om een trainingscentrum te openen in Sotsji voor de nationale teams van Rusland, dat het hele jaar door open zal zijn. Sotsji is ook bekend als conferentiestad en voor het jaarlijkse filmfestival Kinotavr.
Ten noorden van de stad ligt het UNESCO Werelderfgoedmonument Westelijke Kaukasus.
De stad is het middelpunt van een aantal badplaatsen aan de Zwarte Zee: Toeapse, Anapa en Dagomys liggen ten noorden van Sotsji en Gagra en Pitsoenda ten zuiden (in Abchazië). Op ongeveer 50 kilometer ten oosten van de stad ligt de wintersportplaats Krasnaja Poljana.

## Kerken
- Aartsengel Michaëlkathedraal
- Vladimirkerk

## Sport
Sotsji kreeg in 2007 de organisatie van de Olympische Winterspelen 2014 toegewezen. Twee eerdere mislukte pogingen (de Winterspelen van 2002 en 2006) werden achteraf door de stadsautoriteiten erkend als publiciteitsstunts voor Sotsji. De bewoners stonden veelal niet achter deze nominatie. Allereerst had Sotsji geen enkele geschikte wintersportfaciliteit. Bovendien waren de voorziene kosten zeer hoog. 
De Olympische Winterspelen van 2014 werden de voor Nederland met 8 gouden medailles meest succesvolle winterspelen ooit. Gastland Rusland won meer medailles dan ooit en het overall medailleklassement. Echter, enkele jaren later bleek sprake van een grootschalig Russisch dopingprogramma. Hierop zijn meerdere medailles afgenomen en schorsingen uitgesproken.
In 2013 werd het WK afstanden geschaatst in Sotsji. De tijdelijk voor de Olympische Winterspelen gebouwde schaatshal Adler Arena werd hiervoor gebruikt. 
Sotsji is vanaf 2014 voor zeven jaar gastheer van de Grand Prix Formule 1 van Rusland. De Formule 1-baas Bernie Ecclestone en de Russische premier Vladimir Poetin ondertekenden deze deal eind 2010. Hiervoor is het autocircuit Sochi Autodrom gebouwd.
IJshockeyclub HC Sotsji speelt in de Kontinental Hockey League. 

## Bestuurlijke indeling
In 1961 werd de bestuurlijke regio Groot-Sotsji opgericht bestaande uit 4 bestuurlijke districten (rayons):
1. Tsentralny (de eigenlijke plaats Sotsji)
2. Chostinski
3. Lazarevski
4. Adlerski

of anders ingedeeld: bestaande uit het langgerekte stedelijke gebied langs de kust, en het achterland.

## Transport
De stad heeft spoorverbindingen met de meeste Russische steden en veerboot-verbindingen met onder andere Trabzon en Istanbul in Turkije, Batoemi en Poti in Georgië en Odessa in Oekraïne.
Sotsji heeft een luchthaven genaamd Adler-Sotsji. De stad heeft vliegverbindingen met vele steden in Rusland alsook met steden in Europa. Vanuit Moskou vertrekt normaliter elk uur een vliegtuig richting Sotsji.
Vanwege de verlenging van het grondgebied van de stad wordt het stedelijk passagiersvervoer ook uitgevoerd door elektrische treinen. Dankzij de Olympische Winterspelen van 2014 werd het elektrische treinsysteem van de stad ontwikkeld en gemoderniseerd, hoewel het project van de lichte metro, ontworpen door het bedrijf Mostovik, als alternatief project voor het hogesnelheids-kabelbaannetwerk ("luchtmetro") niet werd aanvaard.

## Demografie
| 1897  | 1926   | 1939   | 1959    | 1967    | 1979    | 1989    | 2002    |
| ----- | ------ | ------ | ------- | ------- | ------- | ------- | ------- |
| 1.300 | 13.000 | 71.000 | 127.000 | 188.000 | 287.300 | 336.514 | 328.809 |

## Zustersteden
- Cheltenham (sinds 1959)
- Espoo (1989)
- Long Beach (1990)
- Menton (1966)
- Pärnu (1994)
- Rimini (1977)
- Trabzon (1991)
- Weihai (1996)

## Geboren in Sotsji
- Dmitri Zjilinski (1927-2015), kunstenaar
- Slava Metreveli (1936-1998), Georgisch voetballer
- Mordechai Spiegler (1944), Israëlisch voetballer en voetbaltrainer
- Vladimir Tkatsjenko (1957), basketballer
- Andre Geim (1958), Russisch-Nederlands natuurkundige en Nobelprijswinnaar (2010)
- Boris Nemtsov (1959-2015), politicus
- Igor Ledjachov (1968), voetballer
- Jevgeni Kafelnikov (1974), tennisser
- Denis Golovanov (1979), tennisser
- Aleksej Vojevoda (1980), bobsleeër
- Vitalia Djatsjenko (1990), tennisster